# كأس ألبانيا 1978–79
كأس ألبانيا 1978–79 (بالألبانية: Kupa e Republikës 1978-79‏) هو موسم من كأس ألبانيا. أشرف على تنظيمه اتحاد ألبانيا لكرة القدم، وفاز فيه نادي فلازنيا شكودر.